# Hồ Louise (Alberta)
Hồ Louise là một hồ băng nằm trong vườn quốc gia Banff ở tỉnh bang Alberta, Canada, cách làng Lake Louise và đường cao tốc xuyên Canada 5 km về phía tây.
Hồ Louise được đặt theo tên công chúa Louise Caroline Alberta (1848–1939), con gái thứ tư của Nữ hoàng Victoria và vợ của hầu tước Lorne, Toàn quyền Canada giai đoạn 1878–1883.
Tên Anh Điêng Stoney Natoka của hồ nghĩa là "Hồ Cá nhỏ".
Mặt nước hồ có màu ngọc lục bảo do nước của hồ đến từ bột đá tan trong nước từ các sông băng và đổ vào hồ. Hồ có diện tích bề mặt 0,8 km2 và được cấp nước thông qua rạch Louise dài 3 km đổ vào sông Bow.
Chateau Lake Louise là một trong những khách sạn đường sắt lớn của Canada, nằm trên bờ đông của hồ Louise. Đây là một khách sạn nghỉ mát sang trọng do công ty Canadian Pacific Railway xây dựng trong những thập kỷ đầu của thế kỷ 20.